# صفحه‌کلید مجازی
صفحه کلید مجازی یک جزء نرم‌افزاری است که به کاربر اجازه می‌دهد بدون استفاده از دکمه‌های فیزیکی کاراکترها (نویسه‌ها) را وارد نماید.
این نرم‌افزار با استفاده از صفحات لمسی، موشواره‌ها و حتی صفحه کلیدهای واقعی رایانه قابل استفاده می‌باشند. en:Virtual keyboard

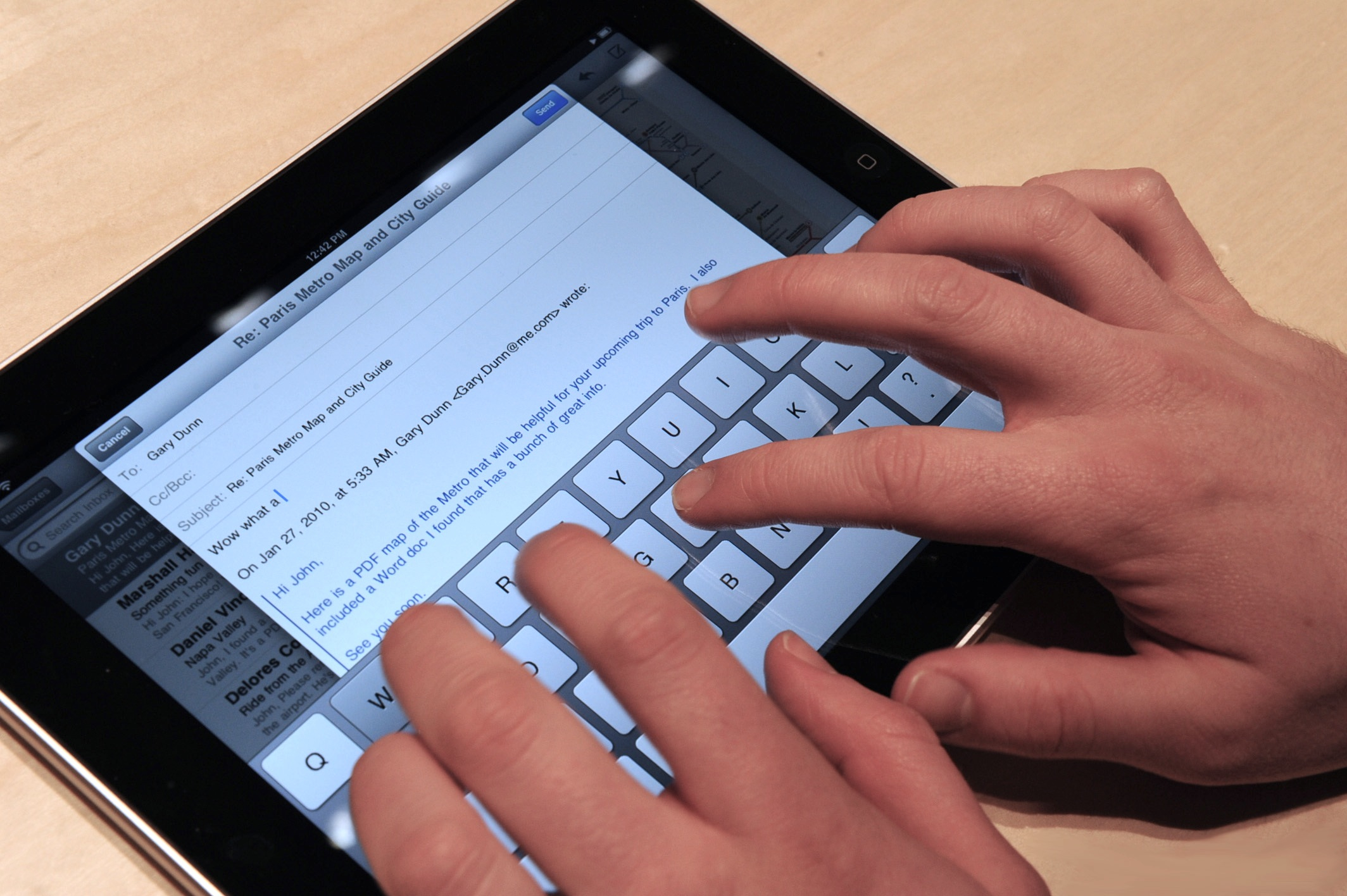
Typing on an iPad's virtual keyboard

در برخی نرم‌افزارهای پرداخت اینترنتی، از صفحه کلید مجازی برای بالا بردن امنیت پرداخت استفاده می‌شود. در این وضعیت، غالباً اعداد در هم ریخته و بدون نظم نمایش داده می‌شوند و کاربر باید با موشواره روی آنها کلیک کند یا در نمایشگرهای لمسی، آنها را لمس کند. البته هرچند که این روش می‌تواند در جلوگیری از برخی دزدی‌های اطلاعات به خصوص در کامپیوترهای مشترک (نظیر کافی نت‌ها) مفید باشد، نقدهایی به آن وارد است.